# Abraham Senior
Abraham Senior, auch Abraham Senneor oder Abraham Seneor (geb. 1412 in Segovia; gest. 1493), war ein jüdischer Magnat und Finanzmann. Unter der Regierung der Katholischen Könige Isabella von Kastilien und Ferdinand II. von Aragon war er Berater der Krone und oberster Königlicher Steuereinnehmer. Der König verlieh ihm den Titel eines Rab do la Corte (Hofrabbi) von Kastilien.

## Leben
Abraham Senior gehörte wie Isaak Abravanel zu den einflussreichen „Hoffaktoren“ am Hof der spanischen Könige. Wegen seiner Klugheit, seines Reichtums und seines aristokratischen Lebensstils genoss er bei den Granden Spaniens hohes Ansehen. Senior erfreute sich während seines ganzen Lebens hoher Wertschätzung durch die Königin. Isabella setzte ihm für geleistete Dienste eine lebenslange Pension von 100 000 Maravedis jährlich aus.

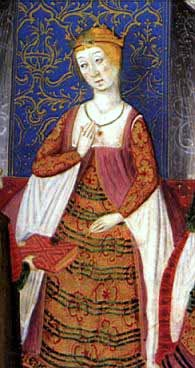
Isabella von Kastilien

Zusammen mit Abravanel trug Abraham Senior wesentlich zur Finanzierung des Krieges gegen die Muslimischen Herrscher bei, die nach zehn Jahre dauernden, kostspieligen und verlustreichen Kampfhandlungen am 2. Januar 1492 die Festung Alhambra, ihren letzten Stützpunkt auf spanischem Boden, endgültig räumen mussten.

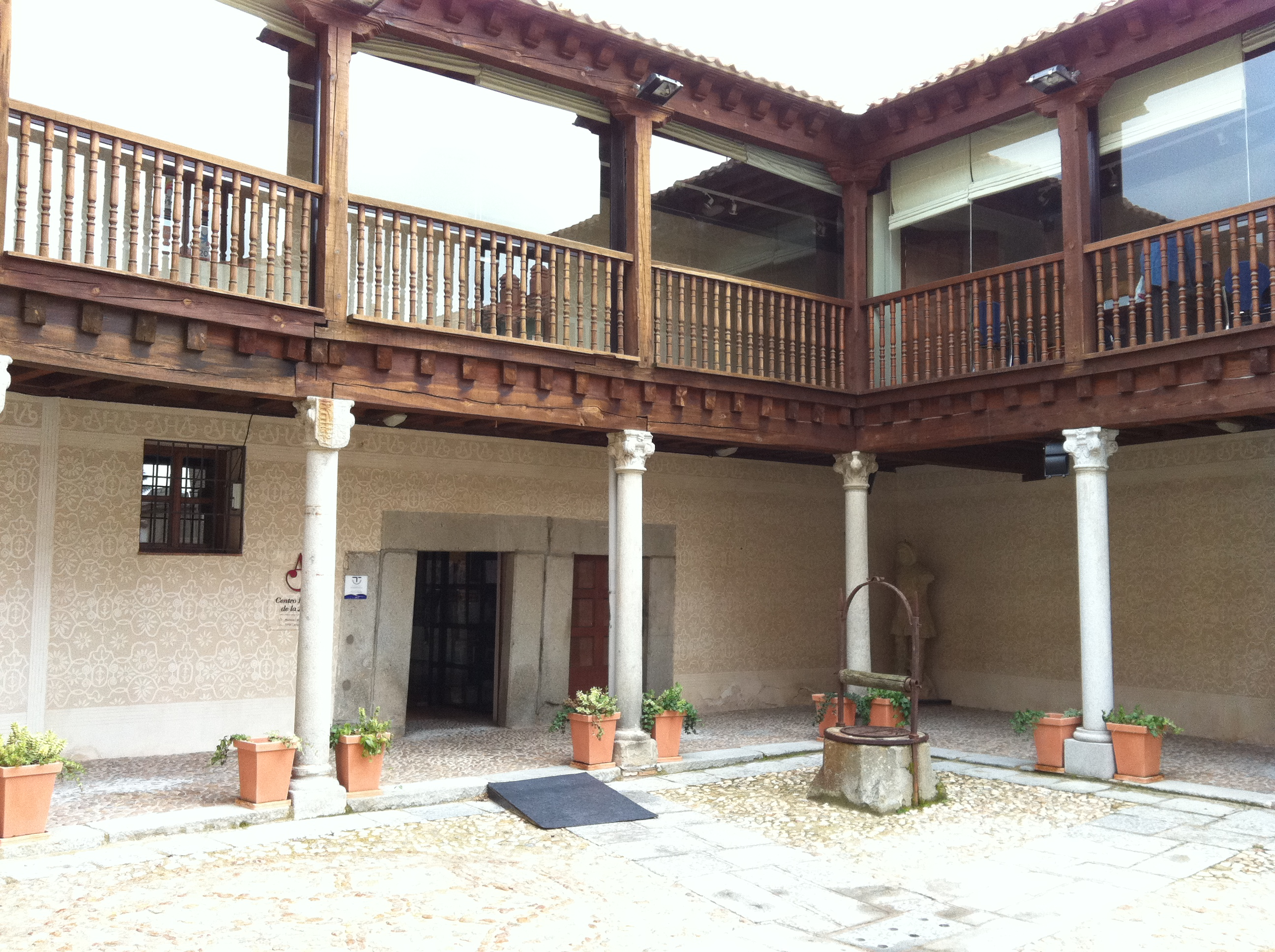
Innenhof der Casa de Abraham Senneor, heute Centro Didáctico de la Judería de Segovia

Am 31. März 1492 erließen die „Katholischen Könige“ das Alhambra-Edikt, in dem die Vertreibung der Juden aus allen Territorien der spanischen Krone zum 31. Juli des Jahres angeordnet wurde, sofern sie bis dahin nicht zum Christentum übergetreten waren. Obwohl Senior und Abravanel bei der Königin intervenierten, galt das Edikt – trotz ihrer großen Verdienste für die Krone – auch für sie. Anders als Abravanel, der sich weigerte zu konvertieren und Spanien verließ, fügte sich der 81-jährige Abraham Senior und ließ sich zusammen mit seinem Sohn am 31. März 1492 in Valladolid taufen. Der König und die Königin nahmen als „Paten“ an der Taufe teil. Mit der Taufe nahm Senior den christlichen Namen Ferrad [Fernando] Perez Coronel an.